# 阿部信行
阿部信行（日语：／ Abe Nobuyuki，1875年11月24日—1953年9月7日），日本石川縣石川郡金澤城下（今石川縣金澤市）人，內閣總理大臣兼外務大臣。

## 生平
陆军大学毕业。历任参谋本部总务部长、陆军省军务局长、次官、代理陆军大臣、第四師团长、第十任台灣軍司令官（1932年1月9日）、军事参议官、末任朝鮮總督，首任驻华大使（汪精卫政权）等职。
1939年6月，阿部信行就任東亞同文會會長。
1939年8月30日，阿部信行被任命為內閣總理大臣。最初，他兼任外交部長。多位內閣是阿部信行同鄉，故被稱為“阿部一族”、“石川內閣”。因當時鹽野俊彥派的宮城長五郎、畑俊六、伍堂卓雄等人入閣，讀賣新聞稱為“一中內閣”。 9月1日，即阿部內閣就職兩天後，第二次世界大戰爆發。阿部信行認為與德國締結軍事同盟將導致與美國、英國的衝突升級。總理任內採不介入二次世界大戰之方針，遭陸軍反對，於1940年1月15日（昭和15年）辭去首相職務。
第二次世界大戰結束後，阿部信行被迫離開公職，並被遠東國際軍事法庭逮捕，但他並未被控以任何戰爭罪行且很快獲釋，1946年至1952年被公職追放，在追放令解除不久後便逝世。

## 外部連結
| 大日本帝國                                           |                                                    |                                                |
| 官衔                                                 |                                                    |                                                |
| 朝鮮總督府                                           |                                                    |                                                |
| 前任： 無（上一相同頭銜： 小磯國昭）                 | 朝鮮總督 1944年7月24日－1945年9月9日               | 繼任： 職位廢止                                |
| 外務省                                               |                                                    |                                                |
| 前任： 職位創建                                      | 駐中華民國特命全權大使 1940年4月1日－1940年12月7日 | 繼任： 本多熊太郎                              |
| 前任： 有田八郎                                      | 外務大臣 1939年8月30日－1939年9月25日              | 繼任： 野村吉三郎                              |
| 內閣                                                 |                                                    |                                                |
| 前任： 平沼騏一郎                                    | 內閣總理大臣 1939年8月30日－1940年1月16日          | 繼任： 米內光政                                |
| 前任： 平沼騏一郎                                    | 興亞院總裁 1939年8月30日－1940年1月16日            | 繼任： 米內光政                                |
| 班列 1930年6月16日－1930年12月10日                   |                                                    |                                                |
| 陸軍省                                               |                                                    |                                                |
| 前任： 宇垣一成                                      | 陸軍大臣（代理） 1930年6月16日－1930年12月10日     | 繼任： 宇垣一成                                |
| 前任： 畑英太郎                                      | 陸軍次官 1928年8月10日－1930年6月16日              | 繼任： 杉山元（代理） （正任：杉山元）         |
| 前任： 畑英太郎                                      | 軍務局長 1926年7月28日－1928年8月10日              | 繼任： 杉山元                                  |
| 军职                                                 |                                                    |                                                |
| 軍事參議院                                           |                                                    |                                                |
| 軍事參議官 1933年8月1日－1936年3月6日                |                                                    |                                                |
| 臺灣軍                                               |                                                    |                                                |
| 前任： 真崎甚三郎                                    | 司令官 1932年1月9日－1933年8月1日                  | 繼任： 松井石根                                |
| 第4師團                                              |                                                    |                                                |
| 前任： 林彌三吉                                      | 師團長 1930年12月22日－1932年1月9日                | 繼任： 寺內壽一                                |
| 關東戒嚴司令部                                       |                                                    |                                                |
| 前任： 職位創建                                      | 參謀長 1923年9月3日－1923年11月16日                | 繼任： 職位廢止                                |
| 參謀本部                                             |                                                    |                                                |
| 前任： 岸本鹿太郎                                    | 總務部長 1923年8月6日－1926年7月28日               | 繼任： 黑澤準                                  |
| 議會席位                                             |                                                    |                                                |
| 貴族院                                               |                                                    |                                                |
| 議員（敕選） 1942年5月18日－1946年2月22日            |                                                    |                                                |
| 政党职务                                             |                                                    |                                                |
| 翼贊政治會                                           |                                                    |                                                |
| 前任： 職位創建（原因：由翼贊 政治體制協議會長改制） | 總裁 1942年5月20日－1944年7月24日                  | 繼任： 無（下一相同頭銜： 小林躋造）           |
| 翼贊政治體制協議會                                   |                                                    |                                                |
| 前任： 職位創建                                      | 會長 1942年4月30日－1942年5月20日                  | 繼任： 職位廢止（原因： 改組為翼贊政治會總裁） |

1. ↑  此时为大日本帝国，天皇握有实权，首相听从天皇意旨行政。